# Schoenendoos

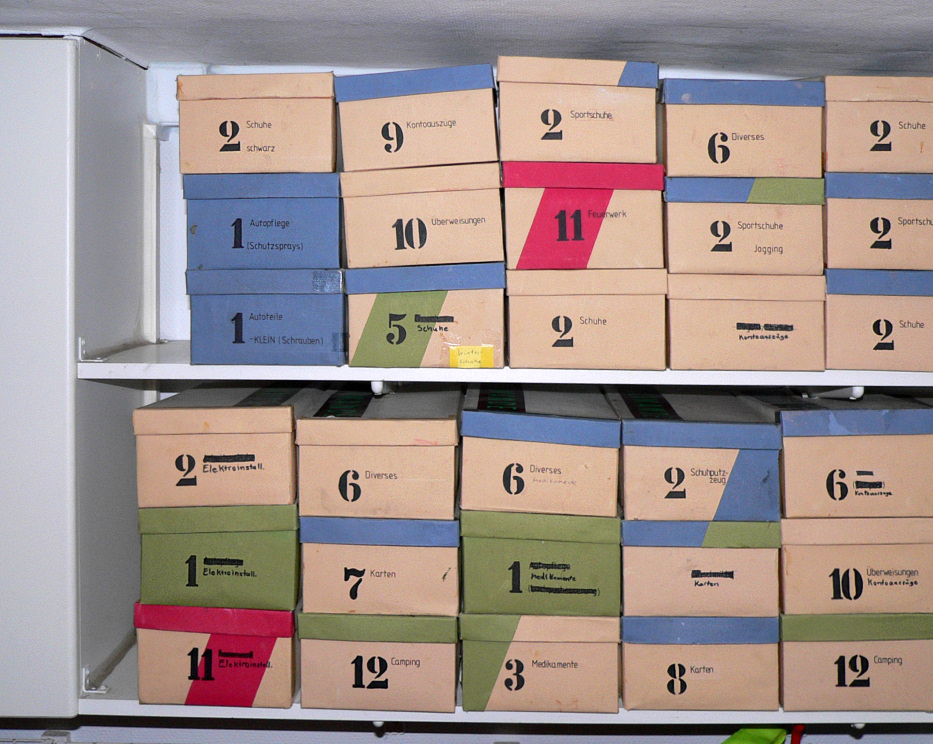
Schoenendozen.

Een schoenendoos is een doos waarin één paar schoenen past. Om schoenen te kunnen transporteren worden ze in schoendozen gedaan. Maar schoenendozen zijn ook handig om dingen in op te bergen, omdat ze behoorlijk degelijk zijn en altijd een deksel hebben. Schoenendozen zijn vaak van karton gemaakt.
Schoenendozen kunnen per merk en schoen verschillen, aangepast aan het formaat van de schoen en met eventueel een vaste deksel, in plaats van de gebruikelijke losse deksel. Ook gaat de schoenendoos meestal gepaard met de bijpassende opdruk van het merk schoen.